# Hino da República Socialista Soviética do Azerbaijão
O Hino Nacional da República Socialista Soviética do Azerbaijão (em azeri: "Azərbaycan Sovet Sosialist Respublikasının Himni") era o hino nacional da Azerbaijão quando esta era uma república da União Soviética, conhecida como República Socialista Soviética do Azerbaijão.

## História
O hino foi usado de 1944 até 1992. Ele foi composto por Uzeyir Hajibeyov. Suleyman Rustam, Samad Vurgun, Huseyn Arif, escreveu a letra. Após a independência da União Soviética em 1992, a Azerbaijão adotou o hino Azərbaycan Marşı no seu lugar, que também foi composta por Uzeyir Hajibeyov para a República Democrática do Azerbaijão como seu hino nacional durante a sua existência a partir de 1919 até a invasão pela União Soviética em 1921.